# Tribhuvannagar
Tribhuvannagar  (o Tribhuvan Nagar o Ghorahi) è una municipalità del Nepal di 43126 abitanti.
La municipalità fa parte del distretto di Dang della zona di Rapti, nella regione del Medio Occidente.